# (406) Erna
(406) Erna – planetoida z pasa głównego asteroid okrążająca Słońce w ciągu 4 lat i 357 dni w średniej odległości 2,91 j.a. Została odkryta 22 sierpnia 1895 roku w Observatoire de Nice w Nicei przez Auguste Charloisa. Nazwa planetoidy pochodzi prawdopodobnie od imienia Erny Bidschof, wnuczki Johanna Palisy, córki astronoma Friedricha Bidschofa (1864–1915) i jego żony Heleny z domu Palisa. Przed jej nadaniem planetoida nosiła oznaczenie tymczasowe (406) 1895 CB.